# 王磊 (1962年)
王磊（1962年—），男，安徽寿县人，享受国务院特殊津贴专家，中国化学会理事，曾任淮北师范大学校长、党委书记。

## 生平
1982年毕业于淮北煤炭师范学院（现淮北师范大学）化学系，毕业后留校任教。1986年至1987年在华东师范大学有机化学助教进修班学习。1999年于浙江大学获博士学位。曾先后于美国西肯塔基大学和田納西大學諾克斯維爾分校访问研究。2001年任淮北煤炭师范学院副校长，2005年任淮北师范大学校长、党委书记。2019年3月，不再担任淮北师范大学党委书记职务。

## 学术贡献
主要从事有机化学的教学研究工作。主持国家自然科学基金等20余项，发表论文300余篇。研究成果曾获安徽省科学技术（自然）一等奖，教育部自然科学二等奖，安徽省科学技术（自然）二等奖等。先后入选教育部优秀青年教师资助计划、“新世纪百千万人才工程”国家级人选、万人计划“百千万工程领军人才”等人才专项，1993年获全国优秀教师称号，2013年获国务院特殊津贴。

## 社会兼职
中国化学会第26、27、28届理事，中国化学会有机专业委员会委员，国家自然科学基金委评议专家，教育部高等学校化学类专业教学指导委员会委员，安徽省人民政府学位委员会委员。